# Masivul Geologic Cheia
Masivul Geologic Cheia este o rezervație naturală  mixtă (geologică și botanică) situată în partea de nord a județului Constanța în Podișul Casimcei nu departe de localitatea Cheia. Este reprezentantă de o serie de stânci mezozoice în formă de turnuri alcătuite din calcare de origine coraligenă. Specialiștii au identificat aici un număr de peste 600 de specii de floră endemice și rare. Dintre speciile de faună protejate aici se remarcă păsările răpitoare și chiropterele.
Suprafața ariei protejate este de 387,95 ha. A fost înființată în 1970

## Legături externe
- APM Constanța[nefuncțională]
. Accesat 8 iunie 2011
- Ziua de Constanța[nefuncțională]
. Accesat 8 iunie 2011